# لیتل اوتر (ویرجینیای غربی)
لیتل اوتر (به انگلیسی: Little Otter) یک منطقهٔ مسکونی در ایالات متحده آمریکا است که در شهرستان برکستون، ویرجینیای غربی واقع شده‌است.